# Plagiozopelma aurifrons
Plagiozopelma aurifrons är en tvåvingeart som beskrevs av Daniel J. Bickel 1994. Plagiozopelma aurifrons ingår i släktet Plagiozopelma och familjen styltflugor. Inga underarter finns listade i Catalogue of Life.